# 银币水母科
银币水母科（学名：Porpitidae）为花水母目的一个科。

## 下级分类
本科包括以下属：
- Plectodiscus Ruedemann, 1916
- 银币水母属 Porpita Lamarck, 1801
- Silurovelella Fisher, 1957
- 帆水母属 Velella Lamarck, 1801